# Krzyk według Jacka Kaczmarskiego
Krzyk według Jacka Kaczmarskiego – spektakl muzyczny Roberta Talarczyka oparty na piosenkach Jacka Kaczmarskiego.
W skład spektaklu wchodzą piosenki z tekstami Kaczmarskiego do muzyki własnej, Przemysława Gintrowskiego, Zbigniewa Łapińskiego i Lluisa Llacha. Autorem aranżacji jest Hadrian Filip Tabęcki.
Prapremiera spektaklu odbyła się 20 listopada 2004 Teatrze Rozrywki w Chorzowie. W 2005 nakładem wytwórni płytowej MTJ ukazało się dwupłytowe wydanie z piosenkami ze spektaklu.

## Lista utworów

### Akt I
1. „Obława” (śpiewa Marcin Rychcik)
2. „Przedszkole” (śpiewa Izabella Malik)
3. „Manewry” (śpiewa Artur Święs)
4. „Poczekalnia” (śpiewa Maria Meyer)
5. „Nie lubię” (śpiewa Elżbieta Okupska)
6. „Bajka o Głupim Jasiu” (śpiewa Beata Chren)
7. „Stańczyk” (śpiewa Marian Florek)
8. „Rejtan, czyli raport ambasadora” (śpiewa Jacenty Jędrusik)
9. „Samosierra” (śpiewa Marta Tadla)
10. „Wiosna 1905” (śpiewają Jacek Brzeszczyński, Dominik Koralewski i Łukasz Musiał)
11. „Autoportret Witkacego” (śpiewa Andrzej Kowalczyk)
12. „Krzyk” (śpiewa Róża Miczko)

### Akt II
1. „Intro” (utwór instrumentalny)
2. „Korespondencja klasowa, część I” (śpiewają Mirosław Książek i Andrzej Kowalczyk)
3. „Lekcja historii klasycznej” (śpiewają Dariusz Niebudek i Jacenty Jędrusik)
4. „Korespondencja klasowa, część II” (śpiewają Mirosław Książek i Andrzej Kowalczyk)
5. „Pompeja” (śpiewa Maria Meyer)
6. „Opowieść pewnego emigranta” (śpiewa Jacenty Jędrusik)
7. „Korespondencja klasowa, część III” (śpiewają Mirosław Książek i Andrzej Kowalczyk)
8. „Sen Katarzyny II” (śpiewa Elżbieta Okupska)
9. „Nawiedzona (wiek XX)” (śpiewa Małgorzata Gadecka)
10. „Świadkowie” (śpiewają Alona Szostak, Jacek Brzeszczyński, Dominik Koralewski i Łukasz Musiał)
11. „Korespondencja klasowa, część IV” (śpiewa Andrzej Kowalczyk)
12. „Nasza klasa” (śpiewa Robert Talarczyk)
13. „Epitafium dla Włodzimierza Wysockiego” (śpiewa Artur Święs)
14. „Mury” (śpiewa Marcin Rychcik)

## Wykonawcy
Oprócz aktorów w spektaklu udział biorą:
- Zespół baletowy
- Zespół muzyczny Teatru Rozrywki
- Kameleon Trio Hadriana Filipa Tabęckiego

## Nagrody
- Złota Maska 2005 dla Roberta Talarczyka za kreatywność i wszechstronność adaptacyjnych, reżyserskich i aktorskich w spektaklach: „Niezidentyfikowane szczątki ludzkie i prawdziwa natura miłości”, „Krzyk według Jacka Kaczmarskiego” i „Cholonek”
- Złota Maska 2005 dla Katarzyny Aleksander-Kmieć za choreografię